# 임술년 (단체)
임술년(壬戌年)은 1982년에 창립된 단체이다. 실제 이름은 임술년 98992에서이다. 이 이름의 의미는 임술년(1982년)이라는 시간성과 98992(당시 남한 총면적, 단위는 km2.)라는 장소성, 에서는 출발의 의미로 이 모임은 스스로 해석하였다. 이 그룹은 1970년대의 조형발상이 국제성이라는 이름 아래에 서구지향적인 것에 반기를 들고 그대신 현장성과 동시대성을 기치로 내걸었으며, 이 모임 회원들의 작품에서 구체적인 형식은 우리 문화의 병폐를 철저하게 규명하고 해부하는 방향으로 진행되었다. 1983년에 개최된 제2회 전시회에서는 특히 강한 감동과 전율을 준 전시회로 리얼리즘 정신으로 접근하는 자세를 보여주었다. 또한 이 전시회는 1983년에 열린 구상회화 전시회 가운데 가장 높은 수준으로 평가받았다. 1985년에 서울미술공동체가 주관하는 연립전 형식의 행사 을축년 미술대동잔치에 민중미술을 지향하는 모임의 하나로 참가하였다.